# 古代突厥語
古突厥語（Tür(ü)k，回鹘语：türk tili，türk uyğur tili），是突厥及西迁之前的回紇民族被用文字记录下来的最早的书面语言，使用突厥字母。一般来说，西迁之后回鹘字母、摩尼字母等为载体加以记录或用阿拉伯字母转写出的高昌回鹘语也被看作是广义突厥语的一种方言，但一般不包括其直系后代西部裕固语。在这种意义下，其时间跨度从公元6世纪的碑铭到抄写于18世纪的最晚发现于哈密的回鹘文金光明经，前后延续上千年。突厥语不仅是西部裕固语的直系祖先，还是其他现代突厥语的旁系祖先，对各种现代突厥语都有着一定影响。
本文所介绍的突厥、回紇语又称“东部古突厥语”，是世界上第一种被文字记录的突厥语族语言。由于“西部古突厥语”考古学记录稀少，人们往往将古突厥语错认为是该时期突厥语族的全部。但通过比较语言学已构拟出古突厥语之外的同时期突厥语族语言，并归纳出一些在古突厥语中消失但其他突厥语中保留的存古或创新特征。本文不覆盖这些特征，关于现代语言学构拟的同时期其他突厥语特征，请参见原始突厥语。

## 歷史沿革
由原始突厥語分化而成之"古代突厥语"不特指建立突厥汗国的核心突厥部落的语言，而是指得到文字记录的该时期的古突厥突厥语族语言。同时需要强调的是，被人所周知的在蒙古高原所使用的仅是古代突厥语的东支，而早于突厥汗国时期尚有保加尔语、可萨语等古代突厥语西支。另外，突厥汗国灭亡后，继之兴起的其他突厥语部落的语言也属于古代突厥语，而使用回鹘字母完成的古代突厥语文献亦被称为回鹘语，但并不意味二者在语言学上是两种不同的语言。由于10世纪后，大部分古代突厥语文献均由回鹘人主导完成，即使使用了各种不同的文字记录，也被文献作者或译者称为回鹘－突厥语。
一般认为回鹘字母文献的语言是古代突厥語中的一种方言，如早期的突厥字母碑铭中使用bän而非回鹘字母碑铭中的män作为第一人称，又如一些语法双数的遗留更为工整；这些特征可与突厥语族的其它语支（如西伯利亚语支、乌古斯语支等）进行比较。
回鹘文文献中对本语言也常记为“回鹘突厥语”。

## 文字
古突厥语主要用突厥字母书写，另外有回鹘字母、摩尼字母、阿拉伯字母等为载体加以记录。

## 现存主要文本
- 鄂尔浑碑铭（阙特勤碑、毗伽可汗碑）伊然可汗、药利特勤作（732、735年）
- 暾欲谷碑（716年），作者未知

## 音系
|        | 前元音 | 前元音 | 后元音 | 后元音 |
| 展唇   | 圆唇   | 展唇   | 圆唇   |        |
| ------ | ------ | ------ | ------ | ------ |
| 闭元音 | i      | y      | ɯ      | u      |
| 中元音 | e      | ø      |        | o      |
| 开元音 |        |        | ɑ      |        |

圆唇通过元音和谐扩散到整个词。部分元音只出现在词首的音节中，也出现在后缀中。所有元音都有长短对立，而其大多数后代都已经失去长短对立，长元音通过高化将其转为高低对立。
|      | 唇音 | 唇音 | 齿音 | 齿音 | 龈后音 | 龈后音 | 软腭音 | 软腭音 | 小舌音 | 小舌音 |
| ---- | ---- | ---- | ---- | ---- | ------ | ------ | ------ | ------ | ------ | ------ |
| 鼻音 |      | m    |      | n    |        | ɲ      |        | ŋ      |        |        |
| 塞音 | p    | b    | t    | d    | tʃ     |        | k      | g      | q      | ɢ      |
| 擦音 |      |      | s    | z    | ʃ      |        |        |        |        |        |
| 闪音 |      |      |      | ɾ    |        |        |        |        |        |        |
| 近音 |      |      | ɫ    | l    |        | j      |        |        |        |        |

古突厥语词首的辅音只能以/b/、/t/、/tʃ/、/k/、/q/、/s/、/ɫ/和/j/开头，通常不以/p/、/d/、/g/、/ɢ/、/l/、/ɾ/、/n/、/ɲ/、/ŋ/、/m/、/ʃ/或/z/开头。例外是𐰤𐰀(ne“什么、哪个”)及其派生，早期一些韵尾为鼻音的音节，词首的/b/被同化为/m/，如𐰢𐰤(men“我”)。

## 体词性后缀

### 由名词派生
| 后缀  | 用途 | 翻译                                     |
| ----- | ---- | ---------------------------------------- |
|       |      | 像那，如此                               |
|       |      | 筋 线                                    |
|       |      | 因此，就这样 在夜里 美                   |
|       |      | 内脏                                     |
|       |      | 向/在内部                                |
|       |      | 这里 北                                  |
|       |      | 病殃殃的                                 |
|       |      | 三角形的 灰发的                          |
|       |      | 第二                                     |
|       |      | 与天有关的                               |
|       |      | 在……里                                   |
|       |      | 先前的 在……上的 在房子里的               |
|       |      | 孩子们 男子们                            |
|       |      | 宁静 干粮，礼物 像骆驼种畜的，有攻击性的 |
|       |      | 三者 人体内部器官                        |
|       |      | 柴 追踪、痕迹                            |
|       |      | 每一个 少许                              |
|       |      | 像狼                                     |
|       |      | 亲属 同胞                                |
|       |      | 60 70                                    |
|       |      | 残暴的，困难的                           |
| 和    |      | 纺轮                                     |
|       |      | 伙伴                                     |
| 和(?) |      | 衣物，襁褓 可怕的 鼻环                   |
|       |      | 背后议论的，奸诈的                       |
|       |      | 胸甲                                     |
|       |      | 左撇子(蔑语？)                           |
|       |      | 马蹄的一块三角形的部位（来自baqa“青蛙”)  |
|       |      | 轭                                       |

### 由动词派生
| 后缀 | 用途 | 翻译                            |
| ---- | ---- | ------------------------------- |
|      |      | 坑，洞 分叉 夜 弯 直 接着、所以 |
|      |      | 短 智慧 影 切片                 |
|      |      | 诽谤                            |
|      |      | 医生 说法者，读者               |
|      |      | 谋士 抄写员                     |
|      |      | 上等的 赞颂 糠                  |
|      |      | 彻底地、干净地 常 彻底地        |
|      |      | 弯刀 贪婪 领导                  |
|      |      | 磨刀石 衣服 精心养育的，轻柔的  |
|      |      | 知情的 准备好的 憎恶 投石索     |
|      |      | 钳子                            |
|      |      | 剪刀                            |
|      |      | 面条                            |
|      |      | 战士 商人                       |

## 延伸阅读
- 耿世民. . 中央民族大学出版社. 2005. ISBN 9787810569750.（包含许多重要碑铭的中文翻译、古突厥语词典、语音等内容）

## 外部連結
- 古突厥碑铭附英文翻译，另有阅读、学习教程（英语、哈萨克语、俄语） （页面存档备份，存于）
- 鄂尔浑河谷碑铭铭文，有土耳其语翻译 （页面存档备份，存于）
- VATEC （页面存档备份，存于），前伊斯兰时期古突厥语文本资料库（德语）
- 《古突厥语语法》 （页面存档备份，存于），Marcel Erdal作
- 古突厥语葬礼铭文（8世纪） W. Schulze作
- Eletmiš Yabgu (Ongin) inscription complete text （页面存档备份，存于）
- Bayanchur Khan inscription complete text （页面存档备份，存于）
- 翁金碑铭 （页面存档备份，存于），Gerard Clauson作